# Melodies of Live (álbum Ailyn)
Melodies Of Life (Melodías de la vida) es el primer álbum demo en solitario de Ailyn, lanzado en 2003 (ver 2003 in music).
Estuvo disponible a través de su web oficial. El álbum contiene sus temas favoritos de anime y manga.
Se incluye un doble sencillo "End Roll / Yume Miru Shoujo Ja Irarenai".

## Pistas
| #   | Título                                       | De:                  | Duración |
| --- | -------------------------------------------- | -------------------- | -------- |
| 1.  | "Yakusoku" (Promesas)                        | Love Hina            | 4:44     |
| 2.  | "Kokoro (The Words I Feel)" (Corazón)        | Xenosaga             | 5:39     |
| 3.  | "Every Heart" (Cada Corazón)                 | Inuyasha             | 4:34     |
| 4.  | "Kiseki No Umi" (El mar de la esperanza)     | Record of Lodoss War | 4:16     |
| 5.  | "Mirai E" (Hacia el futuro)                  | Kiroro               | 5:32     |
| 6.  | "Scarlet" (Escarlata)                        | Ayashi no Ceres      | 4:58     |
| 7.  | "Forever" (Por Siempre)                      | Mayo Okamoto         | 4:28     |
| 8.  | "Melodies Of Life" (Melodías de la vida)     | Final Fantasy IX     | 5:54     |
| 9.  | "Pure Snow" (Nieve pura)                     | Yuko Sasaki          | 5:44     |
| 10. | "Gekkou" (Luz de luna)                       | Onitsuka Chihiro     | 5:12     |
| 11. | "End Roll"                                   | Ayumi Hamasaki       | 4:50     |
| 12. | "Yume Miru Shoujo Ja Irarenai"               | Nanase Aikawa        | 4:22     |
| 13. | "Cuando Creas"                               | Inuyasha             | 5:23     |
| 14. | "Tooi Kono Machi De" (En esta lejana ciudad) | Card Captor Sakura   | 5:02     |
| 15. | "Suteki Da Ne" (¿No es maravilloso?)         | Final Fantasy X      | 5:38     |

- Datos: Q6009739